# Invisible (banda)
Invisible fue un supergrupo argentino de rock progresivo latinoamericano y jazz fusión, liderado por Luis Alberto Spinetta, que actuó entre 1973 y 1977. Tuvo una primera etapa como trío (1973-1976), integrado por el propio Spinetta (guitarra y voz), Héctor "Pomo" Lorenzo (batería) y Carlos Alberto "Machi" Rufino (bajo), y una segunda etapa como cuarteto (1976-1977), al sumarse Tomás Gubitsch (guitarra). Grabó tres álbumes, dos de los cuales (Invisible y El jardín de los presentes) están incluidos en la lista de los 100 mejores de la historia de rock argentino de la revista Rolling Stone. Sus temas más destacados son "El anillo del Capitán Beto" (considerada en el puesto n.º 65 de las 100 mejores del rock argentino por el sitio Rock.com.ar) y "Durazno sangrando".

## Historia

### Inicios
Después de la finalización de Pescado Rabioso, Luis Alberto Spinetta fundó Invisible junto con Héctor "Pomo" Lorenzo en batería y Carlos Alberto "Machi" Rufino en bajo y voces. Ambos músicos integraban al momento de ser convocados por Spinetta, el trío Pappo's Blues, liderado por Pappo, y venían de grabar el álbum Pappo's Blues Volumen 3, considerado por la revista Rolling Stone como el álbum #41 entre los 100 mejores de la historia del rock argentino.
La influencia musical y personal de Pappo sobre Spinetta en aquellos momentos es muy importante y compleja. Pescado Rabioso, su banda anterior, se había inspirado en Pappo's Blues, y Spinetta llegó a regalarle a Pappo su guitarra como muestra de su enorme afecto. Pero por otra parte esa relación de afecto se deterioró dramáticamente y la relación entre ambos terminó siendo muy mala.
Spinetta ya había tocado con Pomo varias veces, en el grupo Tórax -la primera banda creada por Spinetta después de Almendra que no llegó a formalizarse-, en Billy Bond y La Pesada del Rock and Roll, y en su primer disco solista, Spinettalandia y sus amigos -en el que se incluye una canción compuesta por ambos: Descalza camina.
La propuesta inicial de Spinetta fue conformar una experiencia colectiva, en la que no tomara relevancia ninguna individualidad. Por esa razón todos los temas eran firmados en forma conjunta, al igual que el contrato discográfico y no había notas ni entrevistas periodísticas personales, que siempre eran concedidas como trío. Sin embargo el peso del talento creativo de Spinetta iría afectando progresivamente ese espíritu colectivo inicial y horadando la unidad del grupo.
Spinetta deseaba crear un sonido que se diferenciara del rock de ese momento, caracterizado por la pedalera de distorsión instrumental (overdrive), tanto de las bandas internacionales como The Who, Led Zeppelin o Deep Purple, como de las nacionales como Pappo's Blues,  o Vox Dei. El sonido de Invisible se caracterizó por esa prescindencia de la distorsión, combinando el lirismo de Spinetta con la poderosa energía de la base que aportaban Pomo y Machi Rufino.

En Pescado se dio un procedimiento al revés que en Almendra. Si el primer disco de Almendra fue dulce y el segundo agresivo, en Pescado sucedió al revés: con el segundo disco doble se almendrizó el sonido. Y en Invisible llegó el equilibrio entre ambos mundos.

La diferencia con Pescado aquí nos planteamos no tocar con distorsión, o usar la distorsión lo menos posible, algo que no era muy usual en ese momento.
Luis Alberto Spinetta

Era toda una temática nueva y encima queríamos tratarla de una manera que no sonara a los grupos que sonaban en esa época, que no sonara con distorsión, sonar limpio y el tema de los tratamientos de interpretación abrirlos mucho; es decir no sonar como un trío de rock como Vox Dei o Manal, queríamos hacer una cosa un poco más aleatoria.
Pomo Lorenzo.

### Debut

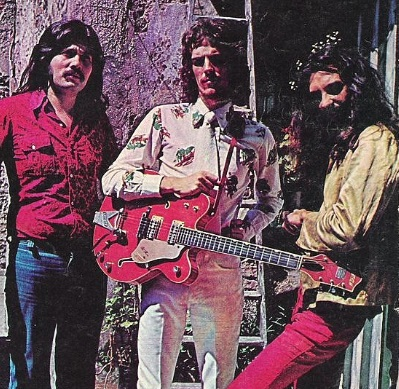
Primera formación de Invisible, de izq. a dcha.: Machi Rufino, Luis Alberto Spinetta y Pomo Lorenzo.

Ensayaron en una quinta y debutaron en el Teatro Astral el 23 de noviembre de 1973. Les fue tan bien que luego hicieron un ciclo en esa sala, salieron para una gira de verano y en marzo dieron otra serie de shows en el mismo escenario. A principios del año siguiente salió el primer simple llamado Estado de coma, que contenía las canciones "Elementales leches" y Estado de coma. 
La primera es una notable canción, para muchos entre las mejores de Spinetta, que estaría prohibida durante la dictadura instalada a partir de 1976, probablemente debido a que los censores asociaron la palabra "leches" con semen, pensando así que se trataba de una canción de contenido sexual. Un informe secreto de la dictadura sostenía, entre otras cosas "peligrosas", que la obra de Spinetta promovía el "desenfreno sexual".
La canción tiene un estribillo que se repite como un mantra: «lo que está y no se usa nos fulminará». Con una poesía hermética, el título remite a nociones filosóficas germinales, combinando la expresión "elementales", característica del esoterismo y vinculada a las filosofías orientales que inspiraron a Spinetta en esos años, y la expresión "leches", relacionada con la maternidad y la nutrición. Spinetta ha dicho que:

Este concepto puede aplicarse al campo que quieras: si no usás la vida, la vida te mata; si no usás la fuerza, la fuerza te mata.
Luis Alberto Spinetta

"Elementales leches" y "Estado de coma" no fueron incluidos en los álbumes de vinilo que lanzó la banda, pero sí integraron como bonus tracks la reedición en CD del álbum Invisible.

## Invisible, el álbum

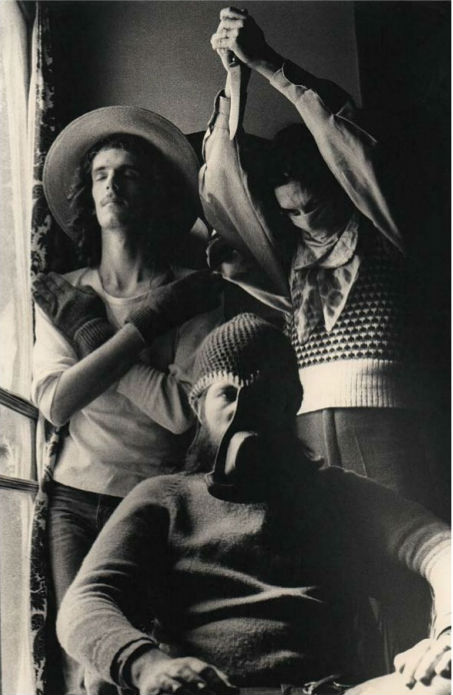
Invisible en 1974, fotografía de Eduardo Martí.

En 1974 la banda lanzó su primer álbum: Invisible, con una obra de M.C. Escher como portada y varios de sus dibujos en el sobre interior, como referencia para las letras de las canciones. La duración total es tan extensa que junto al vinilo venía insertado un simple llamado La llave del Mandala con dos temas más, “La llave del mandala“ y “Lo que nos ocupa es esa abuela, la conciencia que regula el mundo”. 
Spinetta ya muestra en este álbum la influencia poético-musical que tendría para él obras que se relacionaran con la búsqueda interior y las paradojas existenciales, como sucedería aquí con los mandalas -durante toda su vida dibujaría mandalas cotidianamente, que veía como "esferas curativas"-, Jung, Escher y las culturas indígenas precolombinas, volcadas en estructuras musicales complejas y letras abiertas. El disco está considerado por la revista Rolling Stone, como el n.º 65 entre los 100 mejores del rock argentino.
El álbum era interpretado en espectáculos audiovisuales en el que se proyectaban imágenes y películas a cargo de Hidalgo Boragno, así como representaciones teatrales.

## Durazno sangrando
El grupo se recluyó cada vez más en sus ensayos y abandonó las presentaciones en lugares chicos: solo aparecían en grandes teatros o estadios, pero nunca en festivales. Tras un largo silencio, cambiaron de discográfica (pasan de Talent - Microfón a la multinacional CBS) y presentaron Durazno Sangrando en el Teatro Coliseo el 21 y el 22 de noviembre de 1975. 
Se trata de un álbum casi conceptual, con letras inspiradas en el tradicional libro chino El secreto de la flor de oro (Tai Yi Jin Hua Zong Zhi), obra taoísta sobre meditación atribuida a Lü Dongbin (siglo VIII), difundida en occidente gracias a la traducción al alemán realizada por Richard Wilhelm, en 1929, con aportes del psicoanalista Carl Jung. Jung tomó de este libro nociones que le permitirán concebir algunas de sus tesis más famosas, como la de ánimus y ánima, que aparecen justamente en los dos temas más extensos del álbum, "Encadenado al ánima" y "En una lejana playa del animus", cuya letra es de Pomo y del padre de Spinetta.
La complejidad temática y musical no impidió que de este álbum surgiera una de las canciones emblemáticas de Spinetta, como es "Durazno sangrando" (una expresión surgida del fotógrafo Eduardo Martí), de donde toma su título el disco. Las dos canciones restantes son "Pleamar de águilas" (cantada por Machi) y "Dios de adolescencia", con inspiraciones sartreanas.
Al comenzar 1976 Spinetta dedicaría uno de sus conciertos a los "marginados y alienados del mundo", una realidad y condición social que fue una constante en su obra:

Este concierto se lo dedicamos a todos los marginados y alienados del mundo, porque cada vez se comprueba más que, en el futuro, serán ellos los que van a regir la raza humana.
Luis Alberto Spinetta, Canal 11, 2 de enero de 1975.

## El jardín de los presentes
Una versión de "Amor de primavera", el tema del mítico Tanguito, fue casi la única señal de vida que dio Invisible hasta la aparición de su tercer y último disco: El jardín de los presentes. El álbum vio la luz en 1976 y se correspondió con el ingreso a la banda de Tomás Gubitsch, en guitarra, un brillante guitarrista de apenas 18 años, formado en el jazz, que venía de tocar con Rodolfo Mederos. 
Con este cambio, Spinetta volvió a la formación de dos guitarras, bajo y batería, como Almendra, y a un sonido de fusión con el tango y el jazz, que se dio en llamar tango-rock, que se relacionaba también con experiencias musicales de vanguardia como las que llevaba adelante en ese momento Astor Piazzolla (Gubitsch se sumaría al Octeto de Piazzolla al año siguiente), y músicos como Daniel Binelli, Jorge Pinchevsky, Dino Saluzzi. Dentro del rock, Sui Generis había compuesto el tema "Tango en segunda" y Litto Nebbia también experimentaba con sonidos tangueros.

Creo que todos estábamos un poco saturados del rock más tradicional y elemental.
Luis Alberto Spinetta

Si bien desde el punto de vista musical, el ingreso de Gubitsch fue decisivo para alcanzar el altísimo nivel artístico y la popularidad que la banda alcanzó en su último año, desde el punto de vista personal, la presencia de un cuarto integrante terminó siendo el detonante de la ruptura del grupo. Gubitsch fue presentado formalmente como cuarto integrante de Invisible (aunque ya había actuado en dos recitales anteriores), a la mitad del recital que la banda dio en el Luna Park de Buenos Aires, en agosto de 1976:

Cuando fue presentado en la mitad del concierto del Luna Park, lo recibió una silbatina de rechazo: el público no quería un cuarto integrante. Cuando empezó a tocar, esta situación se revirtió arrancando una ovación; tocaba demasiado bien.

El momento también coincidió con un año traumático para la Argentina, porque el 24 de marzo de 1976 se había producido un golpe de Estado mediante el cual se instaló en el poder una dictadura cívico-militar que desataría una represión de características genocidas, que tendría su expresión más violenta en los desaparecidos y la apropiación de niños. El propio Gubitsch debió exiliarse al año siguiente, amenazado de muerte por la Junta Militar.
El nuevo sonido de Invisible quedó registrado en su tercer y último disco: El jardín de los presentes. El álbum se transformaría en uno de los más destacados del rock argentino, el número 28 en la lista de Los Mejores Cien Álbumes del Rock Argentino de la revista Rolling Stone, que antes que este incluye también otros cuatro álbumes de Spinetta (Artaud, Almendra I, Pescado 2 y Kamikaze).

No hay duda que El jardín de los presentes marca uno de los puntos creativos más altos en la longeva trayectoria musical del compositor y guitarrista Luis Alberto Spinetta. La elegancia melódica, la melancolía desbordante, la fineza de los arreglos musicales y en definitiva, la belleza inexplicable e inmensa expresada en este álbum, no puede más que dejarnos mudos y atónitos. La sensibilidad de Spinetta aquí se nos devela como en ninguno de sus discos y su madurez como cantante, compositor, poeta e instrumentista llegan a un nivel simplemente sorprendente.
Héctor Aravena

En el álbum también se sumaron como invitados Gustavo Moretto y los bandoneonistas Rodolfo Mederos y Juan José Mosalini. Este LP contiene un clásico de esta banda, "El anillo del Capitán Beto". Sobre esta canción Spinetta dijo: 

Me acuerdo de tardes enteras en el bar que estaba al lado del Teatro Astral con Pomo y Machi, cagándonos de risa, pensando en posibles nombres para este astronauta transido por las luchas de las eras... Las eras... Las Heras y Bustamante (...) Yo la nave la veo parecida a la de Volver al Futuro, un auto, algo así, que se eleva por una ciencia que sólo Beto conoce, y se va... En realidad, no es que Beto quiera volver. Ha conquistado algo impresionante, pero, como todo conquistador, no puede evitar la comparación y la sensación de distancia para con el mundo que dejó atrás.
Revista Rolling Stone ed. Argentina, marzo 2002

## El final
Si bien desde el punto de vista musical el ingreso de Gubitsch fue decisivo para alcanzar el altísimo nivel artístico y la popularidad que la banda alcanzó en su último año, desde el punto de vista personal, la presencia de un cuarto integrante terminó siendo el detonante de la ruptura del grupo.
Invisible se separó a principios de 1977 cuando estaba en el pico de su popularidad. Antes de eso dio dos recitales históricos, en agosto y en diciembre de 1976 en el estadio Luna Park, para presentar el álbum El jardín de los presentes, contando con Rodolfo Mederos como invitado en bandoneón. Entre ambos reunió 25.000 personas, una convocatoria sorprendente para la época, que solo había podido lograr el dúo Sui Generis (Charly García y Nito Mestre) en su despedida del año anterior, en el mismo lugar.

### Después de la separación
Machi Rufino contó que años después le preguntó a Luis qué pensaba de Invisible y que este contestó:

Mirá Machí, para mi Invisible es una joya que la guardo en un cofre de oro.
Luis Alberto Spinetta

Después de la separación Spinetta volvió a convocar a "Pomo" Lorenzo y "Machi" Rufino para formar parte de varios proyectos. Por un lado Machi hizo de bajista en casi todos los temas del disco A 18' del sol, mientras que Pomo integró Spinetta Jade en todas sus formaciones. Ambos fueron convocados también para acompañar a Spinetta en su quinto álbum solista, Mondo di cromo de 1983. Dos de los temas del álbum, "Días de silencio" y "El bálsamo" fueron interpretados por los tres juntos.
En 2001 se lanzó un disco recopilatorio con las mejores canciones del grupo. El mismo llevó el título Obras cumbres.
En el recital Spinetta y las Bandas Eternas de 2009, una retrospectiva de la trayectoria de Spinetta en la cual reunió a las bandas que lo habían acompañado a lo largo de 40 años, Invisible interpretó cinco temas: "Durazno sangrando", "Jugo de lúcuma", "Lo que nos ocupa es la conciencia, es la abuela que regula el mundo", "Niño condenado" y "Amor de primavera", este último con la participación de Lito Epumer en guitarra. Si bien estaba previsto que también interpretaran "Encadenado al ánima", finalmente Spinetta decidió sacarlo de la lista porque "tenía un riff que lo tenía mitad aprendido y mitad agarrado".

## Discografía

### Álbumes de estudio
| Año  | Álbum de estudio                                                           | Canciones |
| ---- | -------------------------------------------------------------------------- | --- |
| 1974 | Invisible - Primer álbum de Invisible - Discográfica: Talent-Microfón      | "Jugo de Lúcuma", "El diluvio y la pasajera", "Suspensión", "Tema de Elmo Lesto", "Azafata del tren fantasma", "Irregular", "Lo que nos Ocupa es la conciencia, esa abuela que Regula el Mundo"                      |
| 1975 | Durazno sangrando - Segundo álbum de Invisible - Discográfica: CBS         | "Encadenado al ánima", "Durazno sangrando", "Pleamar de águilas", "En una lejana playa del animus", "Dios de la adolescencia"                                                                                        |
| 1976 | El jardín de los presentes - Tercer álbum de Invisible - Discográfica: CBS | "El anillo del Capitán Beto","Los libros de la buena memoria", "Alarma entre los ángeles", "Que ves el cielo", "Ruido de magia", "Doscientos años", "Perdonado (niño condenado)", "Las golondrinas de Plaza de Mayo" |

### Álbum en directo
| Año  | Álbum en directo | Canciones |
| ---- | --- | --- |
| 2022 | En Vivo Teatro Coliseo 1975 - Primer álbum en vivo de Invisible - Supervisado por Machi Rufino, Pomo Lorenzo y Familia Spinetta - Discográfica: Sony Music | "Durazno sangrando", "Que ves el cielo", "Perdonado (niño condenado)", "El diluvio y la pasajera", "Oso del sueño", "Viejos ratones del tiempo", "Azafata del tren fantasma" |

### Álbumes recopilatorios
| Año  | Álbum                                                                                                   | Canciones |
| ---- | --- | --- |
| 2001 | Obras cumbres (Disco 2) - Álbum recopilatorio de Pescado Rabioso / Invisible - Discográfica: Sony Music | Disco 2: "Elementales leches", "Jugo de lúcuma", "El diluvio y la pasajera", "Suspensión", "Lo que nos ocupa es esa abuela, la conciencia que regula el mundo", "Encadenado al ánima", "Durazno sangrando", "Dios de la adolescencia", "El anillo del Capitán Beto", "Los libros de la buena memoria", "Que ves el cielo", "Ruido de magia", "Las golondrinas de Plaza de Mayo". |
| 2019 | Los Simples - Álbum recopilatorio de singles de Invisible - Discográfica: Sony Music                    | "Elementales leches", "Estado de coma", "Oso del sueño", "Viejos ratones del tiempo", "Amor de primavera". |
| 2020 | Obras Cumbres - Álbum recopilatorio de Invisible - Discográfica: Sony Music                             | "El anillo del capitán Beto", "Los libros de la buena memoria", "Durazno sangrando", "Elementales leches", "Que ves el cielo", "Perdonado (Niño condenado)", "Doscientos años", "En una lejana playa del Animus", "Dios de adolescencia", "Alarma entre los ángeles", "Ruido de magia", "Jugo de lúcuma", "Las golondrinas de Plaza de mayo", "El diluvio y la pasajera", "Suspensión", "Encadenado al Ánima", "Azafata del Tren fantasma", "Irregular", "Lo que nos ocupa es esa abuela, la consciencia que regula el mundo", "Pleamar de águilas", "Amor de primavera", "Estado de coma", "Viejos ratones del tiempo", "La llave del Mandala", "Tema de Elmo Lesto". |

### Sencillos
| Año  | Título                                                                                       | Álbum                        |
| ---- | -------------------------------------------------------------------------------------------- | ---------------------------- |
| 1973 | «Estado de coma» / «Elementales leches»                                                      | -                            |
| 1974 | «La llave del Mandala» / «Lo que nos ocupa es esa abuela, la conciencia que regula el mundo» | Incluido junto con Invisible |
| 1974 | «Viejos ratones del tiempo» / «Oso del sueño»                                                | -                            |
| 1975 | «Amor de Primavera»                                                                          | -                            |